# Jõksi (Kanepi)
Jõksi – wieś w Estonii, w prowincji Põlva, w gminie Kanepi.